# Stárkov
Stárkov – miasto w Czechach, w kraju hradeckim. 
Według danych z 1 stycznia 2024, liczba mieszkańców miasta wynosi 627 osób (2418. miejsce w kraju wśród miejscowości; 594. miejsce wśród miast).

## Demografia
| Rok             | 2008 | 2016 | 2024 |
| --------------- | ---- | ---- | ---- |
| Liczba ludności | 652  | 637  | 627  |